# Dilukai

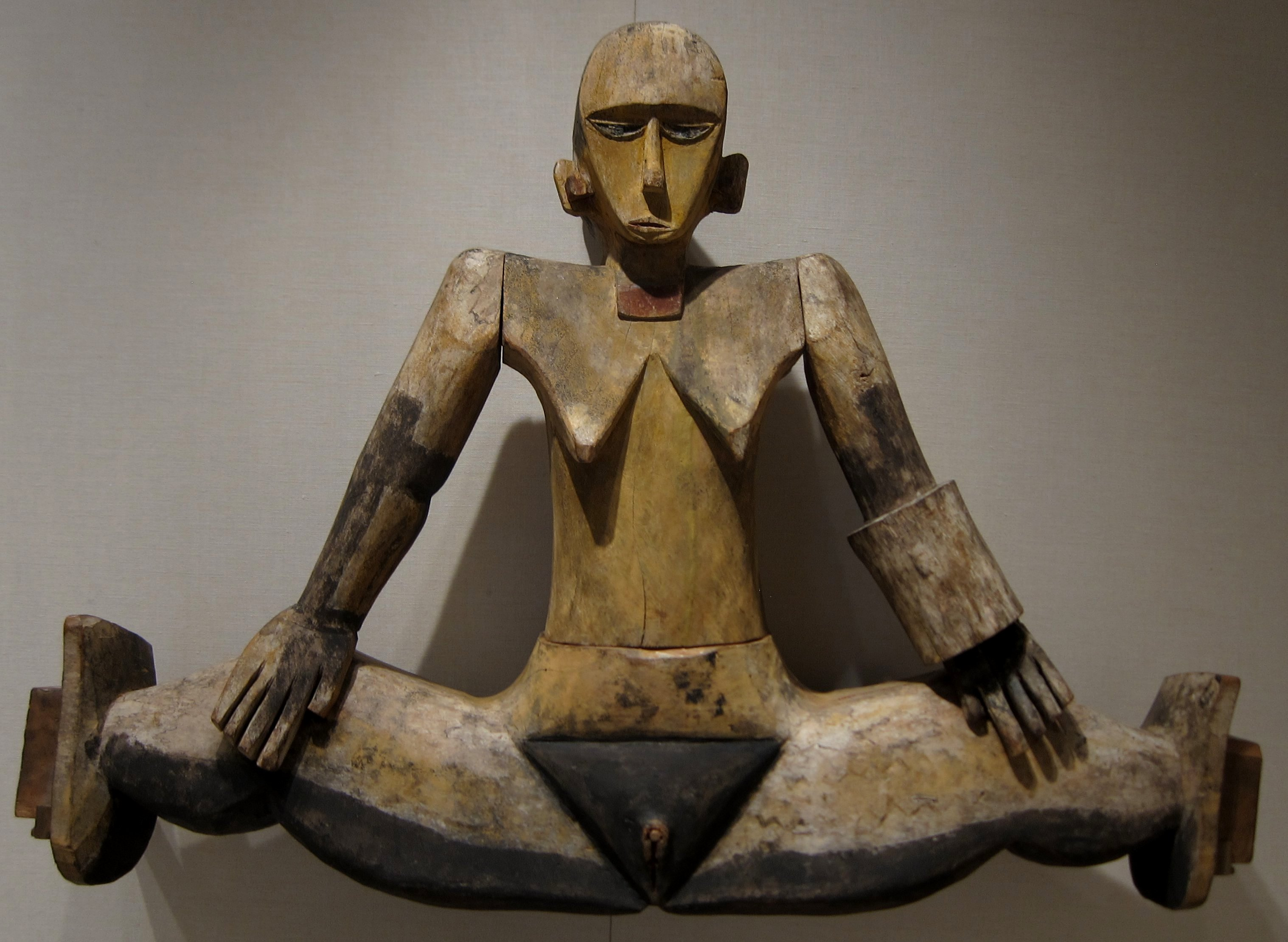
Dilukai von den Karolinen-Inseln, Belau (Palau), 19. oder frühes 20. Jh.

Dilukai, Palau.

Dilukai (auch dilukái, dilugai) sind hölzerne Figuren von nackten Frauen, die im Inselstaat Palau über dem Eingang der Versammlungshäuser (bai) angebracht wurden.

## Darstellung und Bedeutung
Gewöhnlich werden sie mit gespreizten Beinen dargestellt, sodass die große, schwarze dreieckige Scham sichtbar ist, mit den Händen abgestützt auf den Hüften. Diese Figuren gelten als Schutzzeichen für die Gesundheit der Bewohner, der Ernten und als Abwehr von bösen Geistern. Die Figuren wurden traditionell von Ritualspezialisten nach strikten Regeln angefertigt. Ein Aberglaube besagt, dass – wenn diese Regeln jemals gebrochen werden – der baldige Tod des Schnitzers oder des Häuptlings folgen würde.

## Mythologie
Weibliche Figuren, die ihre Vulva zur Schau stellen, sind in vielen Kulturen verbreitet. Sie symbolisieren Fruchtbarkeit, geistliche Wiedergeburt und gelten als Abwehr böser Geister (Apotropaion). So kennt man im antiken Griechenland Anasyrma und Baubo, in Indien Lajja Gauri, Yoni sowie einige Yoginis, in Mesopotamien Nin-imma und in Westeuropa Sheela-na-Gig.
Eine Ursprungserzählung erklärt, dass die Darstellung auf eine Frau mit Namen Dilukai zurückgehen soll. Sie war die Schwester des verbrecherischen Atmatuyuk. Er verschwand und um zu verhindern, dass er zurückkommt, wurden diese Bilder seiner Schwester aufgestellt, da es für einen Bruder verboten ist, die Genitalien seiner Schwester zu sehen.
Christliche Missionare verabscheuten die Dilukai. In diesem Zusammenhang wurde die Ursprungslegende insofern verändert als die Darstellung als Bestrafung für eine unmoralische Frau gedeutet wurde.